# Liste des intercommunalités de l'Aude
Au 1er janvier 2021, le département de l'Aude compte 8 intercommunalités à fiscalité propre dont le siège est dans le département (2 communautés d'agglomération et 6 communautés de communes). Par ailleurs 19 communes sont groupées dans 2 intercommunalités dont le siège est situé hors département.

## Liste des intercommunalités à fiscalité propre

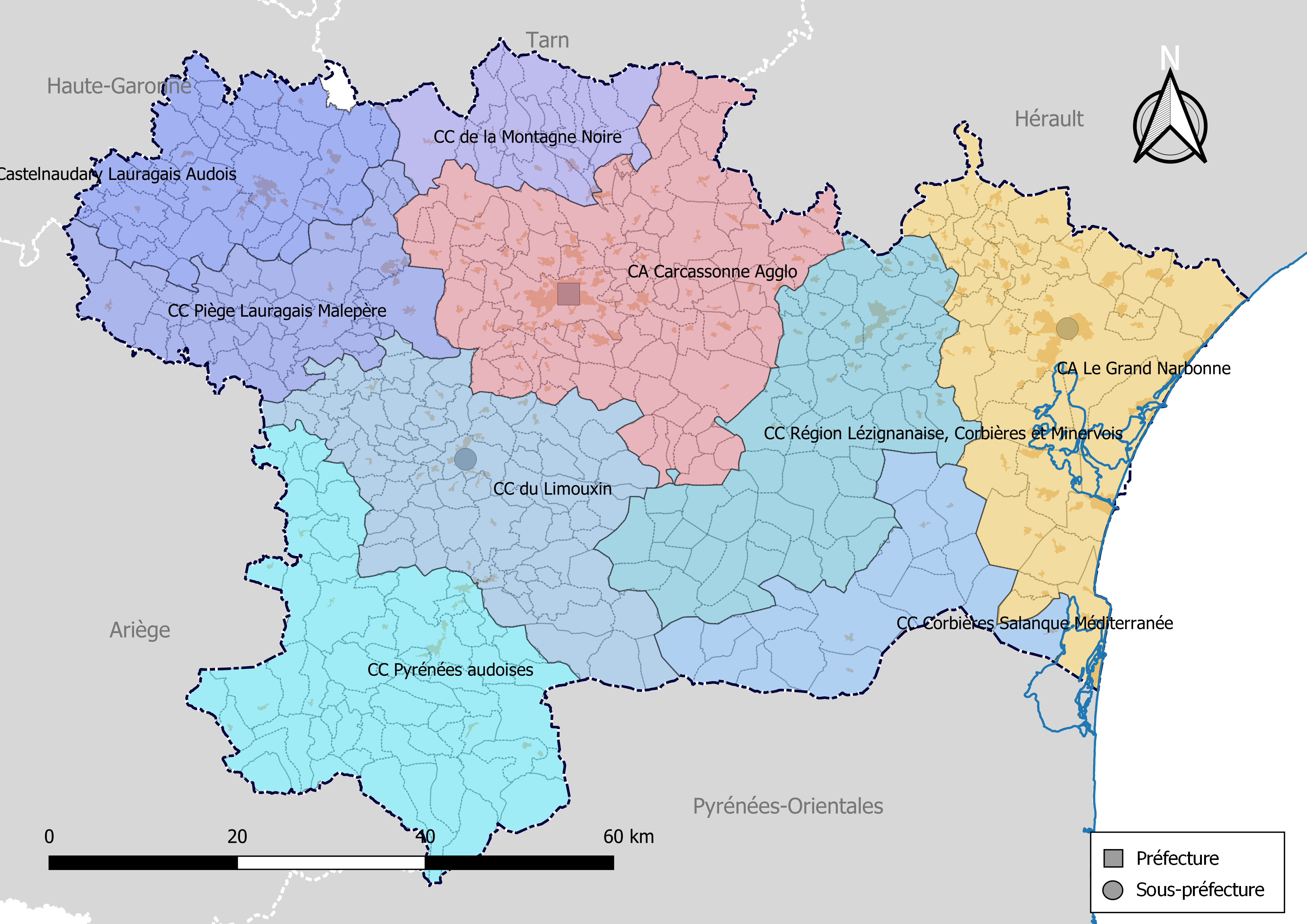
Carte des EPCI de l'Aude au 1er janvier 2019.

Depuis le 1er janvier 2017, l'Aude compte huit intercommunalités dont le siège est situé sur le territoire du département : deux communautés d'agglomération et six communautés de communes. Parmi celles-ci une est inter-départementale : la Communauté de communes de la Montagne noire contient la commune tarnaise des Cammazes.
Par ailleurs dix-neuf communes du département appartiennent à des intercommunalités dont le siège est situé hors département :
- Les Brunels appartient à la Communauté de communes du Lauragais-Revel-Sorèzois dont le siège est à Revel en Haute-Garonne;
- Cucugnan, Duilhac-sous-Peyrepertuse, Durban-Corbières, Embres-et-Castelmaure, Feuilla, Fitou, Fontjoncouse, Fraissé-des-Corbières, Maisons, Montgaillard, Padern, Paziols, Rouffiac-des-Corbières, Saint-Jean-de-Barrou, Soulatgé, Tuchan, Villeneuve-les-Corbières, Villesèque-des-Corbières appartiennent à la Communauté de communes Corbières Salanque Méditerranée dont le siège est à Claira dans les Pyrénées-Orientales.

| Forme juridique                                            | Nom                                                  | no SIREN  | Date de création | Nombre de communes      | Population (der. pop. légale) | Superficie (km2) | Densité (hab./km2) | Siège              | Président          |
| ---------------------------------------------------------- | ---------------------------------------------------- | --------- | ---------------- | ----------------------- | ----------------------------- | ---------------- | ------------------ | ------------------ | ------------------ |
| Communauté d'agglomération                                 | Grand Narbonne                                       | 241100593 | 26 décembre 2002 | 37                      | 132 244 (2021)                | 846,60           | 156                | Narbonne           | Bertrand Malquier  |
| Communauté d'agglomération                                 | Carcassonne Agglo                                    | 200035715 | 1er janvier 2013 | 83                      | 113 827 (2021)                | 1 062,20         | 107                | Carcassonne        | Régis Banquet      |
| Communauté de communes                                     | CC de la Région Lézignanaise, Corbières et Minervois | 200035863 | 1er janvier 2013 | 54                      | 33 191 (2021)                 | 810,0            | 41                 | Lézignan-Corbières | André Hernandez    |
| Communauté de communes                                     | CC du Limouxin                                       | 200071926 | 1er janvier 2017 | 76                      | 27 762 (2021)                 | 791,10           | 35                 | Limoux             | Pierre Durand      |
| Communauté de communes                                     | CC Castelnaudary Lauragais Audois                    | 200035855 | 1er janvier 2013 | 43                      | 27 823 (2021)                 | 484,20           | 58                 | Castelnaudary      | Philippe Greffier  |
| Communauté de communes                                     | CC Piège-Lauragais-Malepère                          | 200035707 | 1er janvier 2013 | 38                      | 16 185 (2021)                 | 473,30           | 34                 | Bram               | André Viola        |
| Communauté de communes                                     | CC des Pyrénées audoises                             | 200043776 | 1er janvier 2014 | 61                      | 13 580 (2021)                 | 926,10           | 15                 | Quillan            | Francis Savy       |
| Communauté de communes                                     | CC de la Montagne noire                              | 200042463 | 1er janvier 2014 | 22                      | 5 885 (2021)                  | 288,30           | 20                 | Les Ilhes          | Cyril Delpech      |
| Intercommunalités dont le siège est situé hors département |                                                      |           |                  |                         |                               |                  |                    |                    |                    |
| Communauté de communes                                     | CC du Lauragais-Revel-Sorèzois                       | 243100567 | 1er janvier 2002 | 28 (dont 1 dans le 11)  | 21 703 (2021)                 | 351,70           | 62                 | Revel (31)         | Laurent Hourquet   |
| Communauté de communes                                     | CC Corbières Salanque Méditerranée                   | 200070365 | 1er janvier 2017 | 21 (dont 18 dans le 11) | 24 429 (2021)                 | 549,20           | 45                 | Claira (66)        | Jean-Jacques Lopez |

Au 1er janvier 2014, deux intercommunalités sur les onze avaient moins de 5 000 habitants, seuil plancher fixé par la loi du 16 décembre 2010 portant réforme des collectivités territoriales, et six moins de 20 000, le nouveau seuil préconisé dans le projet de loi portant nouvelle organisation territoriale de la République déposé en Conseil des Ministres du 18 juin 2014.
| Nombre d'intercommunalités par tranche de population | Nombre d'intercommunalités par tranche de population | Nombre d'intercommunalités par tranche de population | Nombre d'intercommunalités par tranche de population | Nombre d'intercommunalités par tranche de population |
| moins de 5 000                                       | moins de 10 000                                      | moins de 20 000                                      | moins de 100 000                                     | plus de 100 000                                      |
| ---------------------------------------------------- | ---------------------------------------------------- | ---------------------------------------------------- | ---------------------------------------------------- | ---------------------------------------------------- |
| 2                                                    | 4                                                    | 6                                                    | 9                                                    | 2                                                    |
| 15 %                                                 | 31 %                                                 | 46 %                                                 | 69 %                                                 | 15                                                   |

## Historique
La loi du 16 décembre 2010 portant réforme des collectivités territoriales visait trois objectifs :
- Achever la carte intercommunale par le rattachement des dernières communes isolées à des EPCI à fiscalité propre,
- Rationaliser le périmètre des EPCI à fiscalité propre existants,
- Simplifier l’organisation par la suppression des syndicats devenus obsolètes ou n’étant plus pertinents en missions ou en périmètres.

Elle fixait également comme impératif la constitution d’EPCI à fiscalité propre regroupant au moins 5 000 habitants (sauf caractéristiques géographiques particulières de certains espaces, telles que notamment insularité, frontière physique majeure, très faible densité démographique).
Le nombre d'EPCI passe ainsi de 29 en 2012 à 17 au 1er janvier 2013(15 communautés de communes et 2 communautés d’agglomération autour de Narbonne et Carcassonne) puis au 1er janvier 2014 (9 communautés de communes et 2 communautés d’agglomération autour de Narbonne et Carcassonne). L'ensemble des 438 communes est rattaché à un Établissement public de coopération intercommunale à fiscalité propre et il y a une forte diminution du nombre de structures. Il en reste toutefois deux dont la population est inférieure à 5 000 habitants.

### Évolution annuelle

Carte des intercommunalités de l'Aude en 2017

#### 2011
- Premier élargissement par fusion-extension du Grand Narbonne au 1er janvier par:
  - La dissolution de la Communauté de communes du Canal du Midi en Minervois : Intégration de l’ensemble des communes de l’ancienne communauté de communes, à l’exception de Paraza (qui intègre la Communauté de communes de la Région Lézignanaise) et de Mailhac (qui redevient isolée)
  - L’intégration de la commune de Port-la-Nouvelle, qui se retire de la Communauté de communes Corbières en Méditerranée

#### 2012
- Deuxième élargissement du Grand Narbonne au 1er janvier par fusion avec la Communauté de communes Corbières en Méditerranée, sans la commune de Fitou qui rejoint la Communauté de communes Salanque - Méditerranée

#### 2013
Avec la première mise en application de la réforme des collectivités territoriales et des décisions du conseil départemental de coopération intercommunale de l’Aude, le nombre d’EPCI passe de 30 à 19 : 2 communautés d’agglomération, et 17 communautés de communes (contre 28 précédemment), dont 3 inter-départementales et/ou inter-régionale.
- Agrandissement par fusion-extension de la communauté d’agglomération de Carcassonne Agglo le 1er janvier à partir des fusions avec:
  - la Communauté de communes Cabardès-Canal du Midi
  - la Communauté de communes du Canton de Lagrasse, à l’exception de 6 communes
  - la Communauté de communes du Haut Minervois, à l’exception de la commune de Homps
  - la Communauté de communes du Minervois au Cabardès
- Ainsi que l’intégration des communes de :
  - Arzens (précédemment dans la Communauté de communes de la Malepère)
  - Verzeille (précédemment dans la Communauté de communes du Limouxin et du Saint-Hilairois)
  - Bouilhonnac et Rustiques (précédemment dans la Communauté de communes du Piémont d'Alaric)
- Retrait des communes de Bouilhonnac, de Moux, et de Rustiques de la Communauté de communes du Piémont d'Alaric au 1er janvier
- Retrait de la commune d’Alet-les-Bains de la Communauté de communes du Pays de Couiza au 1er janvier
- Modification du territoire de la Communauté de communes du Limouxin et du Saint-Hilairois au 1er janvier:
  - Retrait de la commune de Verzeille de la communauté de communes
  - Entrée de la commune d’Alet-les-Bains dans la communauté de communes (précédemment dans la Communauté de communes du Pays de Couiza)
- Troisième élargissement du Grand Narbonne au 1er janvier avec l’intégration de la commune de Fraissé-des-Corbières (retirée de la Communauté de communes de la Contrée de Durban-Corbières)
- Création de la Communauté de communes de Castelnaudary Lauragais Audois au 1er janvier par la fusion de :
  - la Communauté de communes de Castelnaudary et du Bassin lauraguais
  - la Communauté de communes Hers et Ganguise
  - la Communauté de communes du Lauragais Montagne Noire, à l’exception de 3 communes
  - la Communauté de communes du Nord-Ouest Audois
- Création de la Communauté de communes des Corbières au 1er janvier par l’intégration :
  - des communes de la Communauté de communes des Hautes Corbières, à l’exception de la commune de Palairac
  - de la commune de Soulatgé (précédemment dans la Communauté de communes du Massif de Mouthoumet)
  - des communes de Durban-Corbières, d’Embres-et-Castelmaure, de Fontjoncouse, de Saint-Jean-de-Barrou, de Villeneuve-les-Corbières et de Villesèque-des-Corbières (précédemment dans la Communauté de communes de la Contrée de Durban-Corbières)
- Création de la Communauté de communes Piège-Lauragais-Malepère au 1er janvier par la fusion de :
  - la Communauté de communes du Garnaguès et de la Piège
  - la Communauté de communes de la Piège et du Lauragais
- Ainsi que par l’intégration des communes de :
  - Saint-Amans (précédemment sans intercommunalité)
  - Montréal et Villeneuve-lès-Montréal (précédemment dans la Communauté de communes de la Malepère)
  - Carlipa, Cenne-Monestiés et Villespy (précédemment dans la Communauté de communes du Lauragais Montagne Noire)
- Création de la Communauté de communes de la Région Lézignanaise, Corbières et Minervois au 1er janvier par l’intégration des communes :
  - de la Communauté de communes de la Région Lézignanaise
  - de la Communauté de communes du Massif de Mouthoumet, à l’exception de Soulatgé
  - de Homps (précédemment dans la Communauté de communes du Haut Minervois)
  - de Moux (précédemment dans la Communauté de communes du Piémont d'Alaric)
  - de Palairac (précédemment dans la Communauté de communes des Hautes Corbières)
  - de Lagrasse, Ribaute, Saint-Martin-des-Puits, Saint-Pierre-des-Champs, Talairan et de Tournissan (précédemment dans la Communauté de communes du Canton de Lagrasse)
  - de Albas, Cascastel-des-Corbières, Coustouge, Jonquières, Quintillan, Saint-Laurent-de-la-Cabrerisse et de Thézan-des-Corbières (précédemment dans la Communauté de communes de la Contrée de Durban-Corbières)

#### 2014
Avec la seconde mise en application de la réforme des collectivités territoriales et des décisions du conseil départemental de coopération intercommunale de l’Aude, le nombre d’EPCI passe de 19 à 13 : 2 communautés d’agglomération, et 11 communautés de communes (contre 17 précédemment), dont 3 inter-départementales et/ou inter-régionale. À ce stade, les 438 communes du département sont toutes intégrées dans un EPCI.
- Quatrième élargissement du Grand Narbonne au 1er janvier avec l’intégration de la commune de Mailhac (commune isolée)
- Création de la Communauté de communes du Limouxin au 1er janvier par la fusion de :
  - la Communauté de communes les Coteaux du Razès
  - la Communauté de communes du Limouxin et du Saint-Hilairois
  - la Communauté de communes du Razès Malepère
- Création de la Communauté de communes de la Montagne noire (communauté de communes inter-régionale et interdépartementale) au 1er janvier par la fusion de :
  - la Communauté de communes du Cabardès Montagne Noire
  - la Communauté de communes du Haut Cabardès
- Création de la Communauté de communes des Pyrénées audoises au 1er janvier par la fusion de :
  - la Communauté de communes Aude en Pyrénées
  - la Communauté de communes du Canton d'Axat
  - la Communauté de communes du Chalabrais
  - la Communauté de communes du Pays de Sault
- Ainsi que par l’intégration des communes de :
  - Belcaire (précédemment sans intercommunalité)
  - Mérial (précédemment sans intercommunalité)